# Jérôme Saltet
 (mars 2018).
Pour les articles homonymes, voir Saltet.
Jérôme Saltet, né le 3 juin 1960, est l'un des trois créateurs, avec ses amis François Dufour et Gaëtan Burrus, de l'entreprise Play Bac. Il est le coinventeur des Incollables, l'un des jeux éducatifs les plus vendus au monde avec près de 60 millions d'exemplaires, et de Mon quotidien, le premier journal quotidien pour enfants en Europe.
Il est auteur ou coauteur de plusieurs livres de conseils pédagogiques.
Depuis 2017, il est le président du groupement d'intérêt public Trousse à projets.

## Publications
- Jérôme Saltet et André Giordan, Coach College : 90 fiches pratiques pour un collège sans stress, Play Bac, 2006
- Jérôme Saltet et André Giordan, Apprendre à apprendre, Librio, 2007
- Alain Corneloup, André Giordan, et Jérôme Saltet, 100 idées pour gérer sa classe, Éditions Tom Pousse, 2009
- Jérôme Saltet, Le collège idéal, Oh ! éditions, 2010